# Route nationale 65 (France)
Pour les articles homonymes, voir Route nationale 65.
La route nationale 65, ou RN 65, est une route nationale française reliant la sortie no 20 de l'autoroute A6 à Auxerre. Avant la réforme de 1972, la RN 65 reliait Neufchâteau à Bonny-sur-Loire. La dernière section de la RN 65 relie l'autoroute A6 à Auxerre. Par ailleurs, le tronçon de Neufchâteau à Chaumont est devenu la RN 74, puis a été déclassé en RD 674. Le reste du tracé a été déclassé en RD 65 dans la Haute-Marne et en RD 965 dans les autres départements traversés. Le décret du 5 décembre 2005 ne prévoit pas le transfert au département du dernier tronçon subsistant de la RN 65.

## Tracé de Neufchâteau à Chaumont (D 674)
- Neufchâteau D 674 (km 0)
- Liffol-le-Grand (km 10)
- Liffol-le-Petit (km 15)
- Prez-sous-Lafauche (km 18)
- Saint-Blin (km 24)
- Rimaucourt (km 32)
- Andelot-Blancheville (km 33)
- Chaumont D 674 (km 57)

## Tracé de Chaumont à Tonnerre (D 65 & D 965)
- Chaumont D 65 (km 57)
- Villiers-le-Sec (km 63)
- Bricon (km 71)
- Châteauvillain D 65 (km 77)
- Boudreville D 965 (km 92)
- Courban (km 100)
- Brion-sur-Ource (km 105)
- Châtillon-sur-Seine (km 115)
- Cérilly (km 121)
- Laignes (km 132)
- Paisson, commune de Cruzy-le-Châtel (km 143)
- Tanlay (km 156)
- Tonnerre D 965 (km 164)

## Tracé de Tonnerre à Bonny-sur-Loire (D 965 & N 65)
- Tonnerre D 965 (km 164)
- Fleys (km 175)
- Chablis (km 179)
- Beine D 965 (km 186)
- échangeur no 20 de l'A 6 N 65 (km 192)
- Auxerre D 965 (km 200)
- Villefargeau (km 206)
- Pourrain (km 213)
- Toucy (km 222)
- Mézilles (km 233)
- Saint-Fargeau (km 243)
- Lavau (km 252)
- Thou (km 258)
- Bonny-sur-Loire D 965 (km 264)